# Rafael Marín Zamora
Rafael Marín Zamora (Carmona, Sevilla, 19 de mayo de 2002), más conocido como Rafa Marín, es un futbolista español que juega como defensa en el Villarreal C. F. de la Primera División de España.

## Trayectoria

### Fútbol base
Natural de Guadajoz, una barriada del municipio de Carmona, es futbolista formado en la Escuela de Fútbol Alcolea del Rio desde 2009 a 2013, fecha en la que ingresaría en el Centro Histórico, donde permanecería una temporada. Desde 2014 a 2016, formaría parte de las categorías inferiores del Sevilla F. C.

### Real Madrid Castilla y cesión al Alavés
En la temporada 2016-17, ingresa en la cantera del Real Madrid C. F. para incorporarse al cadete "B". Marín iría quemando etapas en el conjunto blanco y en la temporada 2019-20, lograría el título de la Liga Juvenil de la UEFA 2019-20 en las filas del juvenil "A".
El 2 de mayo de 2021, hizo su debut con el Real Madrid Castilla C. F. de la Segunda División B de España en un encuentro frente al C. D. Badajoz. En la temporada 2021-22, formaría parte del Real Madrid Castilla en la Primera Federación. El 22 de diciembre de 2021, sería convocado con el primer equipo del Real Madrid Club de Fútbol en un encuentro frente al Athletic Club en LaLiga, pero no llegaría a debutar. En las siguientes temporadas se afianzaría en las filas del Real Madrid Castilla en la Primera Federación.
Para la temporada 2023-24, fue cedido al Deportivo Alavés, en la Primera División de España, hasta el 30 de junio de 2024.

### Napoli
El 10 de julio de 2024 se anunció su fichaje hacia el S. S. C. Napoli de la Serie A. Firmó un contrato por cinco temporadas; la operación se cerró por 12 millones de euros e incluyó una cláusula de recompra a favor del Real Madrid, ejercitable en los veranos boreales de 2026 (por 25 millones) y de 2027 (por 35 millones), aunque duplicable por parte del Napoli mediante el pago de un bono adicional de 10 millones al término de la primera temporada. Hizo su debut oficial con el conjunto partenopeo el 26 de septiembre siguiente, en el partido correspondiente a los dieciseisavos de final de la Copa Italia, con una victoria por 5-0 ante el Palermo. El 15 de febrero de 2025 debutó también en la Serie A, ingresando en los minutos finales del empate 2-2 en el campo de la Lazio, en sustitución de Pasquale Mazzocchi.
Al final del campeonato se proclamó campeón de Italia, con el Napoli logrando el cuarto Scudetto de su historia. Sin embargo, a lo largo de la temporada contó con escaso protagonismo en las filas del equipo azzurro - siendo seis los partidos que jugó-, por lo que para la siguiente temporada fue prestado con opción de compra al Villarreal C. F.

### Selección nacional
Marín fue internacional con las selecciones sub-17 y sub-18 de España. El 8 de septiembre de 2023 debutó con la sub-21.

## Palmarés

### Campeonatos nacionales
| Título  | Club            | País   | Año  |
| ------- | --------------- | ------ | ---- |
| Serie A | S. S. C. Napoli | Italia | 2025 |